# Magistrenes A-kasse
Magistrenes A-kasse (MA) er en statsgodkendt arbejdsløshedskasse, der har medlemmer inden for humaniora, naturvidenskab, it, kommunikation, sundhed, samfundsvidenskab, psykologi og pædagogik. I alt har MA ca. 86.000 medlemmer (2023).
A-kassen blev etableret i 1974 og organiserede oprindeligt kun akademikere fra humanistiske fag, men er senere blevet tværfaglig. Mange af medlemmerne er også medlem af fagforeningen Dansk Magisterforening.
Siden 2023 har forkvinden for MA været Helene Caprani. I perioden 2014-2022 var Per Clausen formand.